# 弗里森海姆 (莱茵兰-普法尔茨州)
弗里森海姆是德国莱茵兰-普法尔茨州的一个市镇。总面积3.47平方公里，总人口677人，其中男性351人，女性326人（2011年12月31日），人口密度195人/平方公里。